# Beate Reinstadler
Beate Reinstadler (* 20. Mai 1967 in Stuttgart, Deutschland) ist eine ehemalige österreichische Tennisspielerin.

## Karriere
Beate Reinstadler spielte von 1986 bis 1997 auf der WTA Tour. Ihre höchste Platzierung in der Tenniseinzel-Weltrangliste erreichte sie am 20. Juni 1994 mit Rang 60. Reinstadler verbuchte zwei Turniersiege auf der ITF Tour aber keinen auf der WTA Tour. 1994 bei den Australian Open und 1995 bei den French Open gelang ihr jeweils der Einzug in die dritte Runde.
Sie spielte 1990 und 1995 insgesamt vier Mal für Österreich im Fed Cup. Reinstadler gewann ein und verlor drei Matches. Sie beendete im Jahr 1997 ihre aktive Karriere.

## Turniersiege

### Einzel
| Nr. | Datum            | Turnier   | Kategorie   | Belag           | Finalgegnerin          | Ergebnis      |
| --- | ---------------- | --------- | ----------- | --------------- | ---------------------- | ------------- |
| 1.  | 6. März 1989     | Aschkelon | ITF $10.000 | Hartplatz       | Marianne Van Der Torre | 6:3, 1:6, 6:2 |
| 2.  | 20. Oktober 1996 | Flensburg | ITF $25.000 | Teppich (Halle) | Marlene Weingärtner    | 4:6, 7:6, 7:5 |

## Abschneiden bei Grand-Slam-Turnieren

### Einzel
| Turnier         | 1990 | 1991 | 1992 | 1993 | 1994 | 1995 | 1996 | Karriere |
| --------------- | ---- | ---- | ---- | ---- | ---- | ---- | ---- | -------- |
| Australian Open | 2    | —    | —    | —    | 3    | 2    | 1    | 3        |
| French Open     | 1    | 1    | 1    | —    | 1    | 3    | 1    | 3        |
| Wimbledon       | —    | 1    | —    | —    | 1    | 2    | Q2   | 2        |
| US Open         | 1    | —    | 1    | 1    | 1    | 1    | —    | 1        |

Zeichenerklärung: S = Turniersieg; F, HF, VF, AF = Einzug ins Finale / Halbfinale / Viertelfinale / Achtelfinale; 1, 2, 3 = Ausscheiden in der 1. / 2. / 3. Hauptrunde; Q1, Q2, Q3 = Ausscheiden in der 1. / 2. / 3. Qualifikationsrunde; nicht ausgetragen